# Marcin Kwiatkowski
Marcin Kwiatkowski, inne formy nazwiska: Quiatkovius, Martinus Qwiatkovius de Rozicze, Quiatkowski, Marcin Qwjatkowski z Rozycz, Płachta, (zm. 1585) – polski teolog, pisarz ewangelicki, poeta, historyk, geograf i teoretyk wymowy. Działacz reformacyjny w Prusach Książęcych i tłumacz dzieł religijnych na język polski.

## Życiorys
Pochodził z rodziny szlacheckiej. Był nieślubnym synem Wojciecha Lutomirskiego, brata innowiercy Stanisława Lutomirskiego. W roku 1553 zapisał się na Uniwersytet Albertyna w Królewcu, będąc równocześnie tłumaczem w kancelarii księcia pruskiego. Przyjaźnił się z O. Trepką i J. Seklucjanem. W 1556 powierzono mu opiekę nad drukiem konfesji swego stryja Stanisława Lutomirskiego. Po krótkim pobycie w Lutomirsku powrócił w 1557 do Królewca. W roku 1560 udał się do Wittenbergi i wkrótce wstąpił uniwersytet lipski. Tutaj, za namową F. Melanchtona, zabrał się do przekładu Confessio.... Rozpoczęty druk dzieła został wstrzymany na skutek interwencji senatu Uniwersytetu Albertyna w Królewcu. Po ukończeniu druku w Lipsku, mimo ponownego protestu, książę pruski zezwolił na rozpowszechnianie dzieła. Przekład ten był polecany przez M. Reja i przedstawiony królowi na sejmie piotrkowskim (1562/1563). Po powrocie do kraju Kwiatkowski przyjął początkowo służbę na dworze Zygmunta Augusta, następnie był nauczycielem języka polskiego przy młodym księciu pruskim i z kolei został jego dworzaninem. W roku 1565 został tłumaczem i sekretarzem do spraw polskich na dworze księcia Albrechta Fryderyka w Królewcu. W 1577 zamieszkał we własnej wiosce Kwiatkowie.
Według F. M. Sobieszczańskiego – po powrocie do Polski przebywał na dworze Szafrańców i tu przeszedł na kalwinizm. Według G. Korbuta – Kwiatkowski nie miał pochodzenia szlacheckiego, urodzony w Różycach w Sieradzkiem prawdopodobnie przyjął przybrane nazwisko, gdyż jego synowie używali nazwiska czy też przydomka Płachta.

## Twórczość

### Ważniejsze publikacje
- Wszystkiej Lifflanckiej ziemie, jako przed tym sama w sobie była, krótkie a pożyteczne opisanie, Królewiec 1567, drukarnia J. Daubmann; wyd. Z. Celichowski "Książeczki rozkoszne... o poczciwym wychowaniu... dziatek 1564 i Wszystkiej Lifflanckiej ziemi... opisanie 1567", Kraków 1889, BPP nr 3; przedr. homograficzny T. Działyński, Paryż (brak roku wydania)
- Libellus fere aureus latissimum usum et maximam utilitatem linguae slavonicae fideliter demonstrans, Królewiec 1569, drukarnia J. Daubmann
- Libellus sive praefatio in serenissimam... Jagellonissam nativam genealogiam, Królewiec 1577, drukarnia J. Osterberger
- Nadobna pieśń o błogosławionym a najjaśniejszym książęciu panie a panie Stefanie, pierwszym z łaski Bożej monarsze polskim, królu galickim i lodomirskim... Królewiec 1577

### Przekłady
- Confessio Augustane fidei. To jest wyznanie wiary krześciańskiej... z łacińskiego języka na polski, (Królewiec-Lipsk) 1561
- P. P. Vergeriusz Xiążeczki rozkoszne a wielmi użyteczne o poćciwym wychowaniu i w rozmaitych wyzwolonych naukach ćwiczeniu królewskich, xiążęcych, slacheckich i inszych stanów dziatek, Królewiec 1564, drukarnia J. Daubmann; przedr. Z. Celichowski "Książeczki rozkoszne... o poczciwym wychowaniu... dziatek 1564 i Wszystkiej Lifflanckiej ziemi... opisanie 1567", Kraków 1889, BPP nr 3; fragmenty pt. O potrzebie wykształcenia artystycznego przedr. W. Tomkiewicz "Pisarze polskiego Odrodzenia o sztuce", Wrocław 1955, Teksty Źródłowe do Dziejów Teorii Sztuki, t. 4